# Solignac-sur-Loire
Solignac-sur-Loire es una población y comuna francesa, situada en la región de Auvernia, departamento de Alto Loira, en el distrito de Le Puy-en-Velay y cantón de Solignac-sur-Loire.

## Enlaces externos

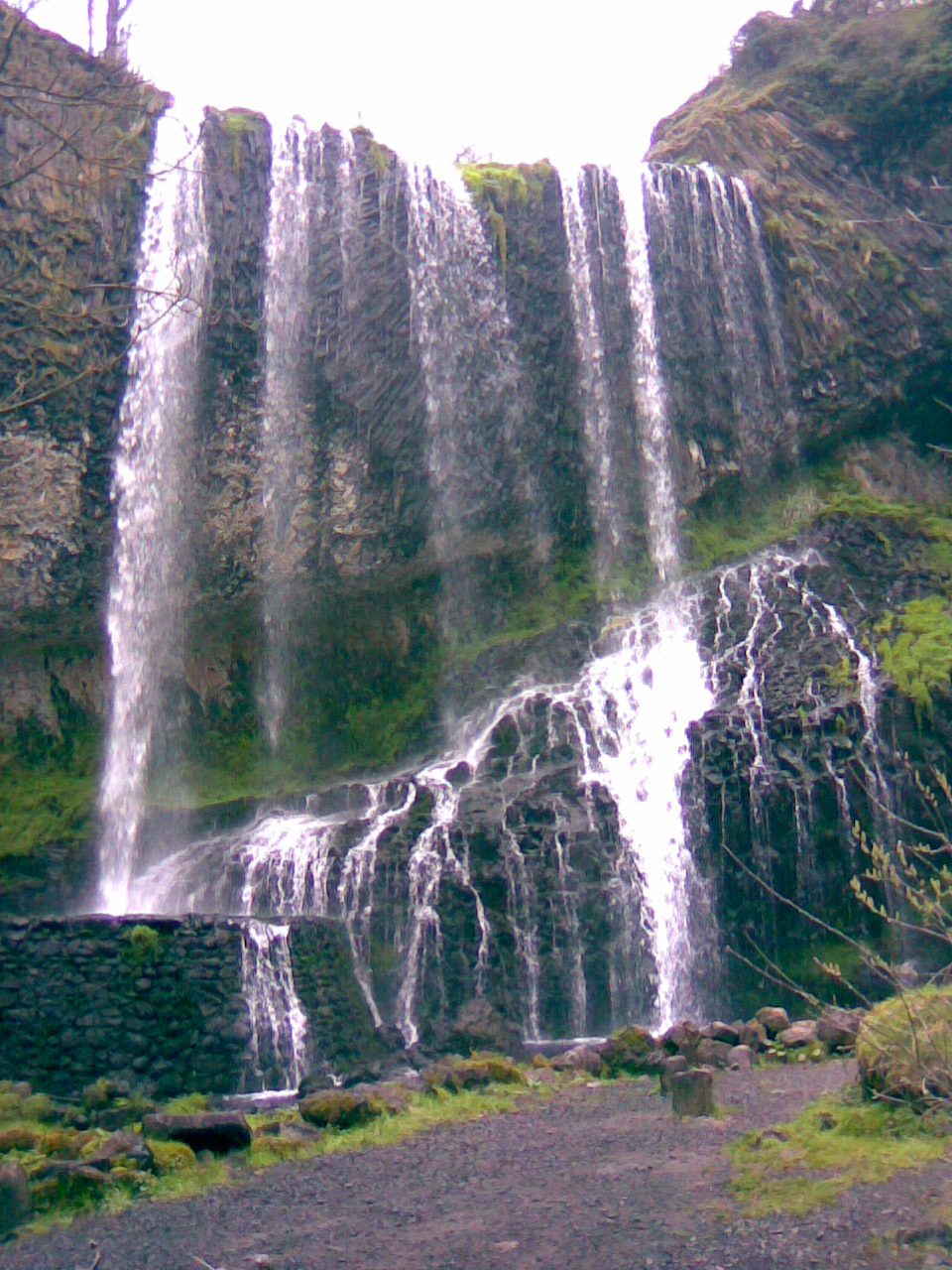
Vista de la cascada de La Baume.

## Demografía
| 804 | 793 | 801 | 937 | 1029 | 1058 | 1235 | 1284 | 1312 |
| Para los censos de 1962 a 1999 la población legal corresponde a la población sin duplicidades (Fuente: INSEE [Consultar]) |     |     |     |      |      |      |      |      |